# Felipe Ramírez
Felipe Ramírez (actiu entre 1628-1631) va ser un pintor barroc espanyol seguidor de Juan Sánchez Cotán.

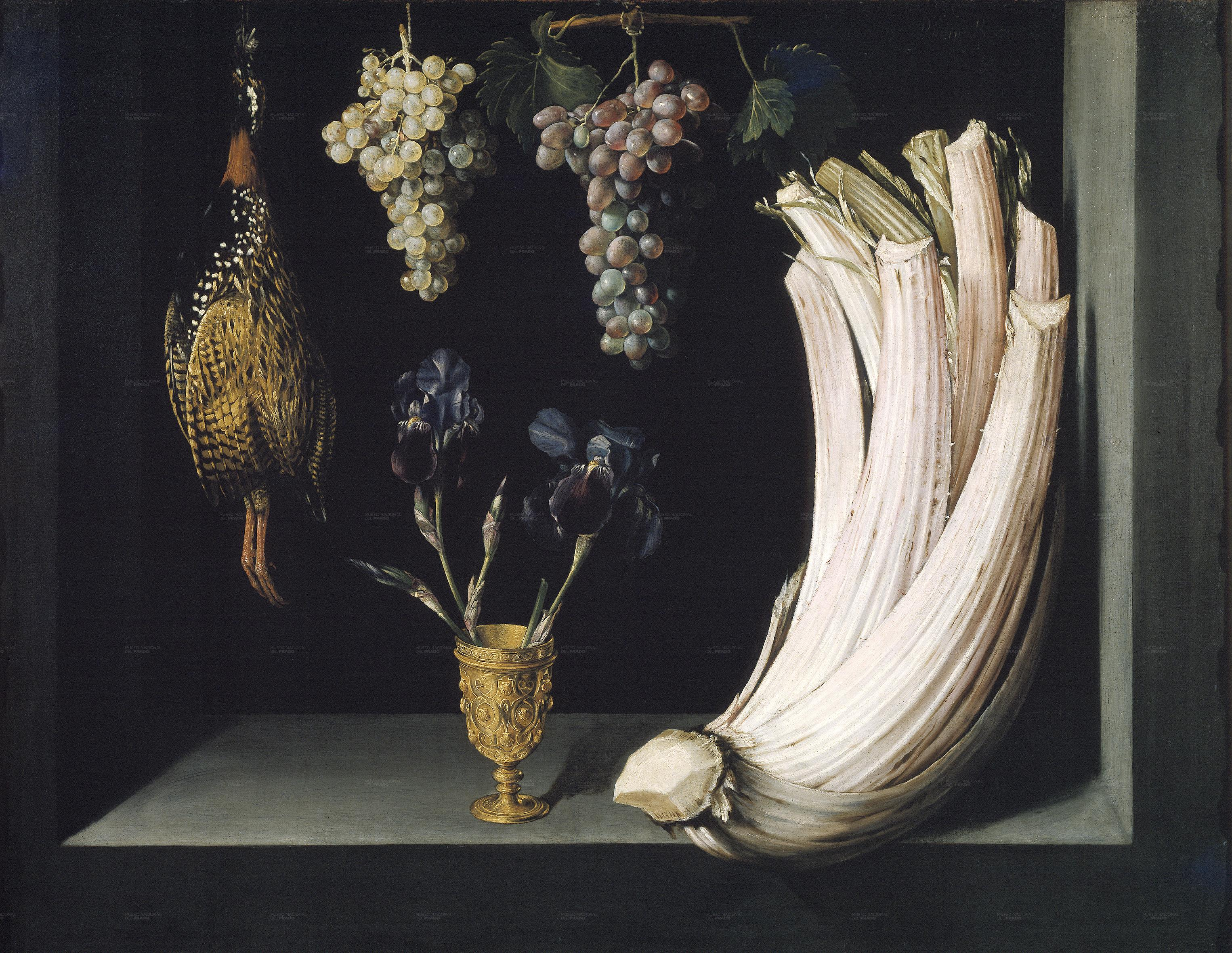
Natura morta amb card, francolí, raïms i liris, pintura a l'oli (71 x 92 cm), Madrid, Museu del Prado.

Res no se sap de la vida d'aquest pintor, autor de l'excel·lent  Natura morta amb card, francolí, raïms i lliris del museu del Prado, signat i datat el 1628, i d'un Varón de Dolores, datat el 1631, conservat en una col·lecció privada de Bèlgica, còpia quasi literal d'un llenç del segle xvi de la Catedral de Toledo. Aquesta circumstància, i la semblança de l'única natura morta coneguda amb altres obres de Sánchez Cotán, fan pensar que el pintor fos natural de Toledo o que, almenys, tingués allà fixada la seva residència, relacionat potser amb el toledà i també pintor de natures mortes Cristóbal Ramírez.
A la natura morta del museu del Prado, per a alguns autors còpia d'un original perdut de Sánchez Cotán, utilitza alguns elements presos directament d'aquest, com la disposició general i la figura del card, còpia literal dels pintats pel mestre Juan Sánchez Cotán en algunes de les seves natures mortes, però difereix d'ell pel que fa a la tècnica, on accentua la il·luminació tenebrista a base de traços ordenats del pinzell, i pel fet que introdueix un motiu absent a tota l'obra coneguda de Sánchez Cotán, ço és, una rica copa daurada amb lliris.